# زبان کوینه

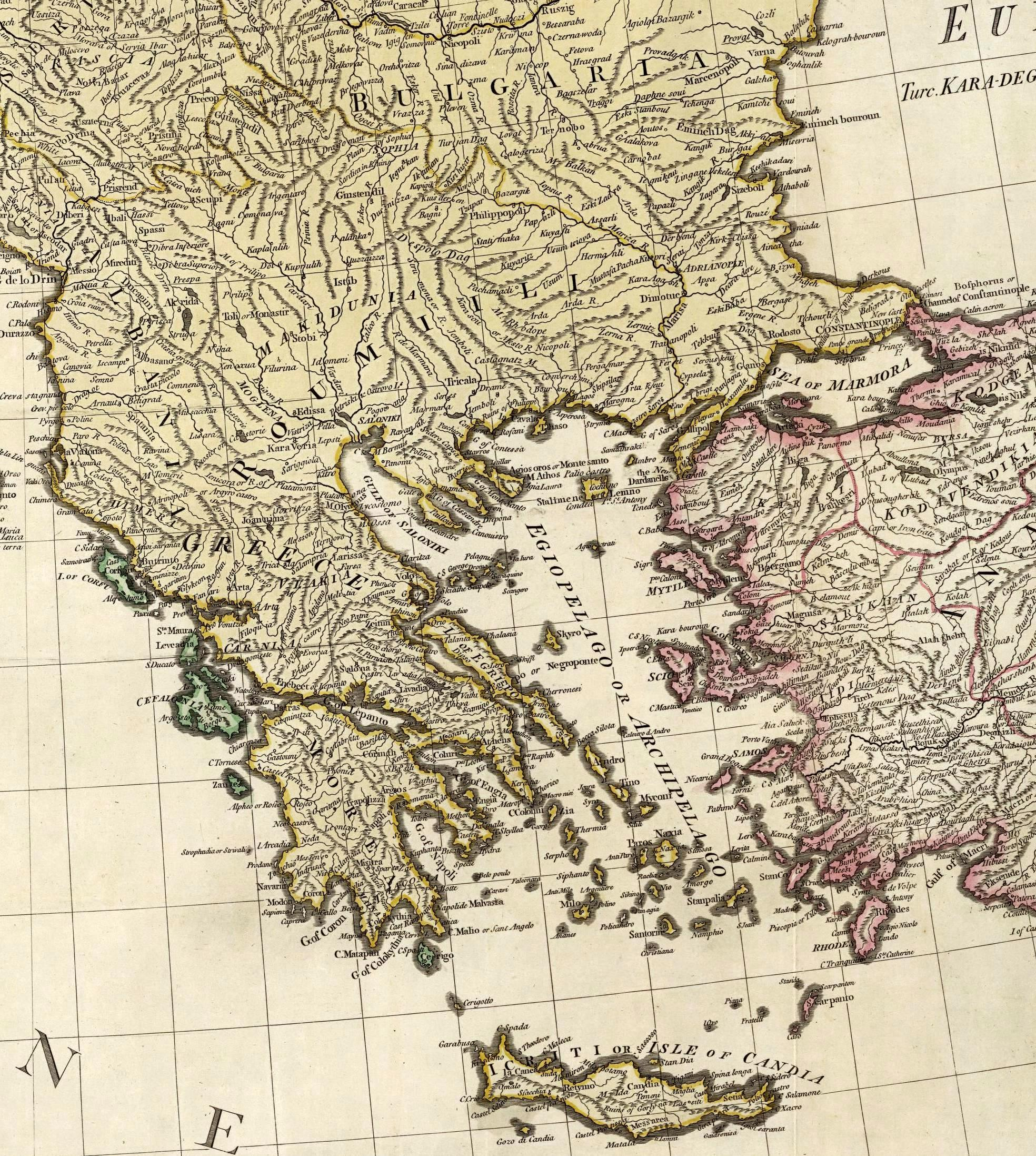
کوینه‌سازی در یونان باستان واحدهای سیاسی متفاوت یونانی را قادر کرد علی‌رغم گویش‌های متفاوتشان، روابط تجاری و دیپلماتیکشان را با همدیگر حفظ کنند.

در زبان‌شناسی، زبان کوینه (به یونانی: κοινή) زبان یا گویشی معیار است که در نتیجه تعامل و برخورد دو یا چند گونه یا گویش قابل فهم از یک زبان به وجود می‌آید.
از آنجا که پیش از ظهور کوینه، گویشوران همدیگر را کامل می‌فهمند، فرایند کوینه‌سازی به اندازهٔ فرایندهای پیجین‌سازی و کریول‌سازی با تغیرات شدید و بنیادی همراه نیست. برخلاف پیجین‌سازی و کریول‌سازی، هنگام ایجاد کوینه مقصد وجود ندارد. کوینه‌سازی با نوعی پیوستگی همراه است به نحوی که گویشوران لازم نیست گونه‌های زبانی‌شان را رها کنند.
تأثیر و تأثر معمولی بین گویش‌های همسایه کوینه‌سازی نیست. گونهٔ کوینه به عنوان گونهٔ گفتاری جدیدی علاوه بر گویش‌های پیشین ظهور می‌کند، نه آنکه شکل تغییریافتهٔ یک گویش ازقبل‌موجود باشد. این معیار، کوینه‌سازی را از تکامل معمولی گویش‌ها متمایز می‌کند.